# باشگاه فوتبال بنفیکا بی
باشگاه فوتبال بنفیکا بی که با عنوان بنفیکا بی شناخته می‌شود، یک تیم فوتبال حرفه‌ای پرتغالی است که به عنوان تیم دوم یا ذخیره بنفیکا عمل می‌کند. آن‌ها در سگوندا لیگا، دومین سطح فوتبال حرفه‌ای در پرتغال، رقابت می‌کنند و در ورزشگاه بنفیکا کامپوس بازی‌های خانگی خود را انجام می‌دهد.
در طول فصل ۲۰۱۲–۲۰۱۳، بنفیکا بی تا فوریه مسابقات خانگی را در ورزشگاه دا لوز انجام می‌داد، تا این‌که آنها به ورزشگاه دا تاپادینیا رفتند تا از فرسودگی بیش از حد چمن ورزشگاه جلوگیری کنند.
به عنوان یک تیم ذخیره، این هرگز تیم نمی‌تواند در سطحی از لیگ که تیم اصلی رقابت می‌کند حضور داشته باشد در نتیجه حتی اگر صدرنشین لیگا پرتغال ۲ شود، به علت حضور بنفیکا در سطح لیگ برتر، به لیگ برتر فوتبال پرتغال صعود نخواهد کرد و تیم‌های پایین‌تر جانشین آن‌ها خواهند شد. در سایر رقابت‌های جام داخلی مانند جام حذفی فوتبال پرتغال و لیگ‌کاپ پرتغال نیز نمی‌توانند شرکت کنند.

## تاریخچه
پیش از پایان فصل ۲۰۱۱–۲۰۱۲، هفت باشگاه لیگ برتری پرتغال، تمایل خود را برای ایجاد یک تیم بی برای پر کردن شش جای خالی موجود در فصل آتی سگوندا لیگا اعلام کردند. شش باشگاه از این باشگاه‌ها برای داشتن تیم بی، به عنوان واجد شرایط اعلام شدند. در نهایت  بنفیکا، براگا، ماریتیمو، پورتو، اسپورتینگ لیسبون و ویتوریا گیمارش، تیم بی خود را تأسیس کردند.
LPFP اعلام کرد که تیم‌های B برای رقابت در لیگا پرتغال ۲ ۲۰۱۲–۲۰۱۳ باید مبلغ ۵۰۰۰۰ یورو بپردازند. علاوه بر این، LPFP همچنین تیم‌ها را ملزم می‌کند که قوانین جدیدی را در مورد انتخاب بازیکن، مانند داشتن حداقل ده بازیکن در آکادمی باشگاه و با شرط سنی ۱۵ تا ۲۱ سال، با حداکثر سه بازیکن بالای ۲۳ سال، پیروی کنند.
LPFP همچنین تصمیم گرفت که تیم‌های B به دلیل امکان بازی در برابر تیم اصلی باشگاه، واجد شرایط رقابت در رقابت‌های جام حذفی و همچنین صعود به لیگ برتر نیستند.
در اواخر ماه مه ۲۰۱۲، رسماً اعلام شد که تیم‌های B از شش باشگاه لیگ برتر فوتبال پرتغال، در فصل ۲۰۱۳–۲۰۱۳ سگوندا لیگا به رقابت خواهند پرداخت. این تصمیم منجر به افزایش تعداد تیم‌ها از ۱۶ به ۲۲ و تعداد بازی‌ها از ۳۰ به ۴۲ شد.